# Профессор РАН
Профе́ссор Росси́йской акаде́мии нау́к (Профессор РАН) — почётное учёное звание, присуждаемое Президиумом РАН за научные достижения национального или международного уровня, а также за активное участие в реализации основных задач и функций академии.
Учреждено в 2015 году. Присваивается российским учёным не старше 50 лет, осуществляющим научно-исследовательскую или научно-образовательную деятельность в различных областях знания и не являющимся членами РАН. Результаты и показатели эффективности исследовательской работы носителей этого звания должны быть выше, чем у среднего университетского профессора, в то же время опыт преподавания у профессора РАН может быть относительно небольшим. Словом «почётное» здесь акцентируется, что звание отражает признание научных заслуг и даёт обладателю профессорский титул — но финансового вознаграждения за это звание не предусмотрено, в отличие от случая членкоров, академиков или «обычных» профессоров.
Всего из ныне живущих учёных звание профессора РАН имеют 713 человек (см. поимённый список). Последний на данный момент, третий по счёту, конкурс на присвоение званий состоялся весной 2022 года. Очередные выборы намечены на осень 2025 года.
Иногда термин «Профессор РАН» трактуется не только как звание, но и как наименование статуса в Академии — в таком смысле профессор становится «бывшим» при последующем избрании членом-корреспондентом РАН.
Помимо звания «Профессор РАН», в академии с 1997 года существует похоже звучащее, но иное (присваиваемое видным общественным деятелям) звание «Почётный профессор РАН».

## Цели учреждения звания
Корпус профессоров РАН предложил сформировать Владимир Фортов, президент РАН в 2013—2017 гг., для того, чтобы усилить вовлечённость ведущих представителей молодого поколения российских учёных в функционирование академии наук и создать для неё кадровый резерв. По сути, профессора являются лицами, ассоциированными с РАН и обладающими меньшими правами, чем у действительных членов (академиков) и членов-корреспондентов (членкоров). Они могут принимать участие в деятельности отраслевых и региональных подразделений РАН, имея совещательный голос, представлять предложения по организационным и другим вопросам, имеющим отношение к академии, а также выступать в качестве профессиональных экспертов.
В то же время приоритетной задачей профессора РАН остаётся научно-исследовательская работа. Поэтому одной из целей присвоения почётного звания являлось повышение «реноме» сравнительно молодых, по академическим меркам, но уже серьёзно проявивших себя ученых. И в системе РАН, и вне её (например, в университетах или в промышленности) звание профессора РАН должно учитываться как весомый факт в послужном списке специалиста при решении вопроса об условиях его контракта.

## Порядок присвоения
Процедура присвоения звания «Профессор РАН» регламентируется соответствующим Положением (2015 г.); небольшие изменения были внесены в ноябре 2017 г.. Последняя редакция Положения о звании «Профессор РАН» появилась в мае 2025 года.
Формальными требованиями к кандидату являются гражданство России, принадлежность к какому-либо учреждению РАН или аккредитованному университету, наличие учёной степени доктора наук и возраст до 50 лет на момент утверждения в звании. Кандидатура должна быть рекомендована академиком РАН, членкором РАН или учёным советом профильного учреждения. Критерии отбора типичны для большинства научных конкурсов: это наличие признанных научным сообществом достижений исследователя, количество и значимость публикаций, участие в учебном процессе и руководство аспирантами, ранее присуждённые награды.
Помимо рекомендации и возрастного ограничения, требования к профессорам РАН похожи на предъявляемые к претендентам на традиционное звание профессора, присваиваемое ответственной за государственную научную аттестацию инстанцией (таковой традиционно выступала Высшая аттестационная комиссия [ВАК], в некоторые периоды эта функция передавалась Минобрнауки [МОН] или Рособрнадзору). Однако ВАК в числах прописывает нормативы (столько-то защитившихся аспирантов, столько-то статей и т. п.), выполнение которых гарантирует присвоение, — а в случае профессора РАН критерии менее строги, но есть конкурс. По факту, реальная «планка» по научным показателям у РАН существенно выше, а по педагогическим — ниже, чем у ВАК.
Собственно выборы представляют собой двухступенчатый процесс, включающий основной этап в соответствующем отделении РАН и подтверждение через голосование в Президиуме академии. Выборы профессоров планируется проводить раз в 2-3 года.

## Статистика избрания

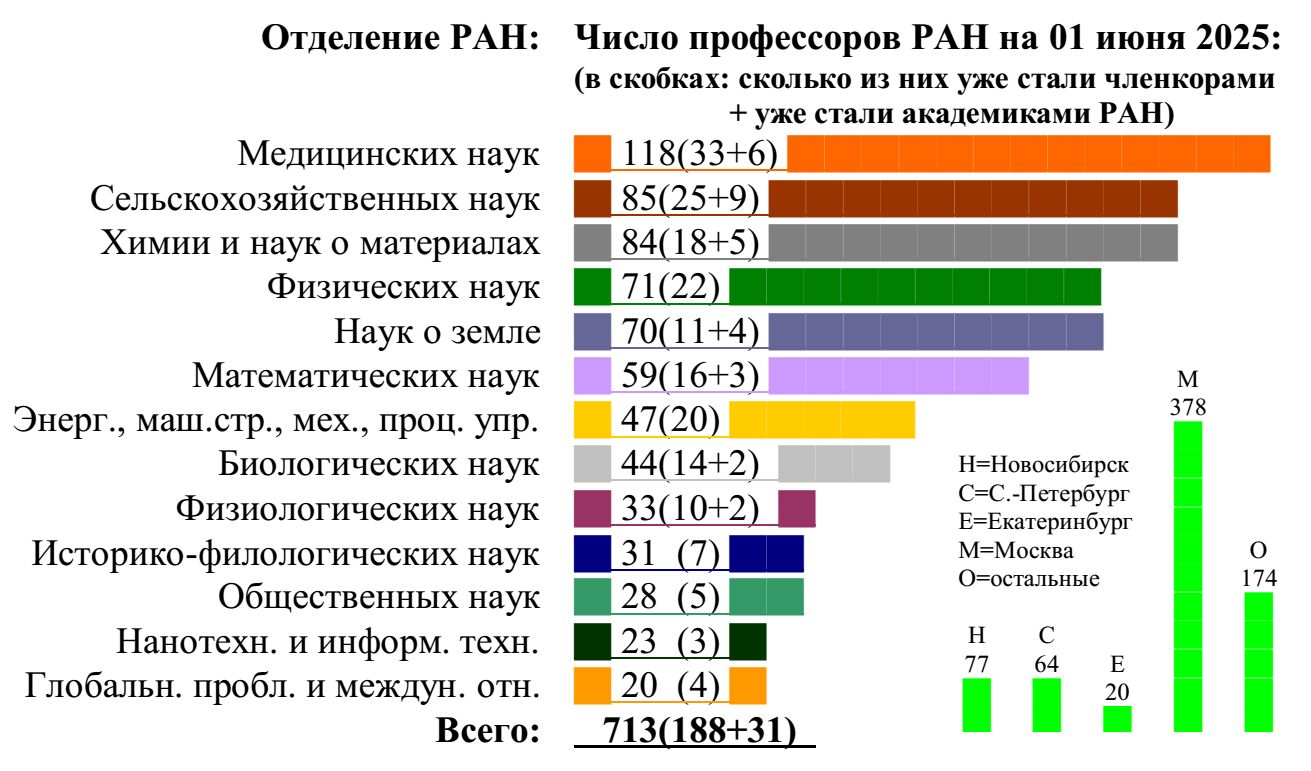
Число профессоров РАН в различных отделениях по отраслям науки и в наиболее крупных городах. В скобках — сколько профессоров уже стали членами Академии.

До настоящего времени выборы профессоров РАН организовывались трижды. Первые выборы прошли в Академии зимой 2015/2016 года. Звание присвоили 493 учёным, пятеро из них позднее скончались. Вторые выборы состоялись весной 2018 года (было объявлено 113 вакансий, но в итоге избрали 114 профессоров), один из них позднее скончался. Третьи — весной 2022 года (объявлялось 111 вакансий, в итоге избрано 112 человек). В 2015 году конкурс составил, в среднем, ~ 1.5 человека, а в 2018 году и в 2022 году — около семи человек на место.
С учётом всех 13 отраслевых отделений, звание «Профессор РАН» имеют 713 ныне живущих учёных, среди которых 157 женщин (данные на начало лета 2025 г.).
Примерно 55 % из них работают в Москве, но представлены также исследователи со всей России, в том числе Дальневосточного, Сибирского (более 100 профессоров РАН, из них 77 — из Новосибирска), Уральского (около 35 профессоров) региональных отделений РАН и Санкт-Петербургского научного центра (64 профессора). Многие из профессоров РАН работают в самых известных научно-исследовательских институтах России, таких как ФИАН, МИАН и ФТИ, а также ведущих вузах (МГУ, СПбГУ, НГУ и др.).
Предельный возраст кандидатов является своеобразным критическим фильтром: поколение учёных, в настоящее время приближающихся к 50-летнему возрасту, слабо представлено в российской науке, поскольку экономический и политический кризис в 1990-е годы заставил многих исследователей эмигрировать или уйти из профессии. Ещё сильнее этот фильтр сказывался сразу после учреждения звания.   
По результатам выборов в «основной состав» Академии в октябре 2016 года, 104 профессора РАН из набора 2015 года стали членами-корреспондентами. При этом 102 прошли на вакансии для лиц моложе 51 года (всего была 161 такая вакансия), а ещё 2 профессора — без ограничения возраста.
На выборах членов Академии 11—15 ноября 2019 года, как и в 2016 году, на вакансии членкоров выдвигалось немало профессоров РАН; были и такие профессора, кто стал членкором в 2016 г., а в 2019-м стремился избраться академиком. В итоге 36 профессоров обрели статус члена-корреспондента, а трое — академика РАН. Один из профессоров РАН в начале 2019 г. стал членкором не РАН, а РАО.
Распределение по отраслевым Отделениям представлено на диаграмме. 
Предпоследние выборы членов РАН состоялись с 30 мая по 2 июня 2022 года. Среди претендентов было более 200 профессоров РАН. По результатам тех выборов членкорами были избраны 39 профессоров, а 13 из ранее ставших членкорами повысили ранг до академика. 
Последние академические выборы прошли 26-30 мая 2025 года. По данным ТАСС, 214 из 1455 кандидатов в членкоры и 58 из 353 кандидатов в академики являлись профессорами РАН. В результате 40 профессоров обрели статус членкора, а 15 — академика РАН; с учётом этого, на начало лета 2025 года в РАН насчитывается 188 профессоров-членкоров и 31 профессор-академик; плюс имеется 1 проф.РАН-ч/к.РАО.
Больше всего (9) профессоров-академиков РАН сейчас в ОСХН. Тринадцать профессоров избраны членами РАН не по своему Отделению (например, один профессор-биолог стал членкором-медиком), но на диаграмме они отнесены к тому Отделению, которое их в своё время избрало профессорами.

## О нечёткости статуса звания
Точное значение понятия «Профессор РАН», а также место данного звания в иерархии званий и титулов в России окончательно не определены. Достижению однозначности трактовки препятствуют юридические детали. В Уставе РАН 2014 года, действовавшем на момент учреждения звания (2015) и действующем ныне, понятие «Профессор РАН» вообще не фигурирует. Кроме того, Положение о порядке присвоения учёных званий, также принятое ранее (2013), не предполагало получения учёного звания иначе чем через Минобрнауки. Что же касается «просто» почётных (без вставки «учёное») званий Российской Федерации, то они вводятся указами Президента России, и «Профессор РАН» к ним не относится. Поиск приемлемого, в правовом плане, варианта разрешения неопределённости начался достаточно давно. К концу ноября 2019 года были подготовлены поправки в закон об Академии, в том числе закрепляющие статус профессора РАН. Но ни в 2020-м, ни к лету 2021 года вопрос статуса решён не был. В интервью во время ПМЭФ (июнь 2021) президент РАН А. М. Сергеев сформулировал свою позицию: «Мы бы хотели, чтобы в составе Российской академии наук появились профессора РАН в статусе ассоциированных членов». В ноябре 2023 года была создана комиссия Академии по анализу статуса звания «Профессор РАН» под председательством С. Н. Калмыкова, однако пока ни о каких результатах её деятельности не сообщалось.
Некоторую путаницу вносит также созвучность с присвоенным ряду видных политиков в 1997—2015 годах званием «Почётный профессор Российской академии наук» (его получили такие личности как Ю. М. Лужков, Пан Ги Мун или Шимон Перес — всего 11 человек). Руководство РАН намерено уточнить Положение о почётном профессоре и устранить явные терминологические перекрытия.
Ещё один повод для недоразумений возникает в связи с встречающимся в СМИ некорректным использованием понятия «Профессор РАН» фактически как синонима словосочетания «авторитетный учёный» — в отношении лиц без соответствующего звания.

## Документы профессора РАН

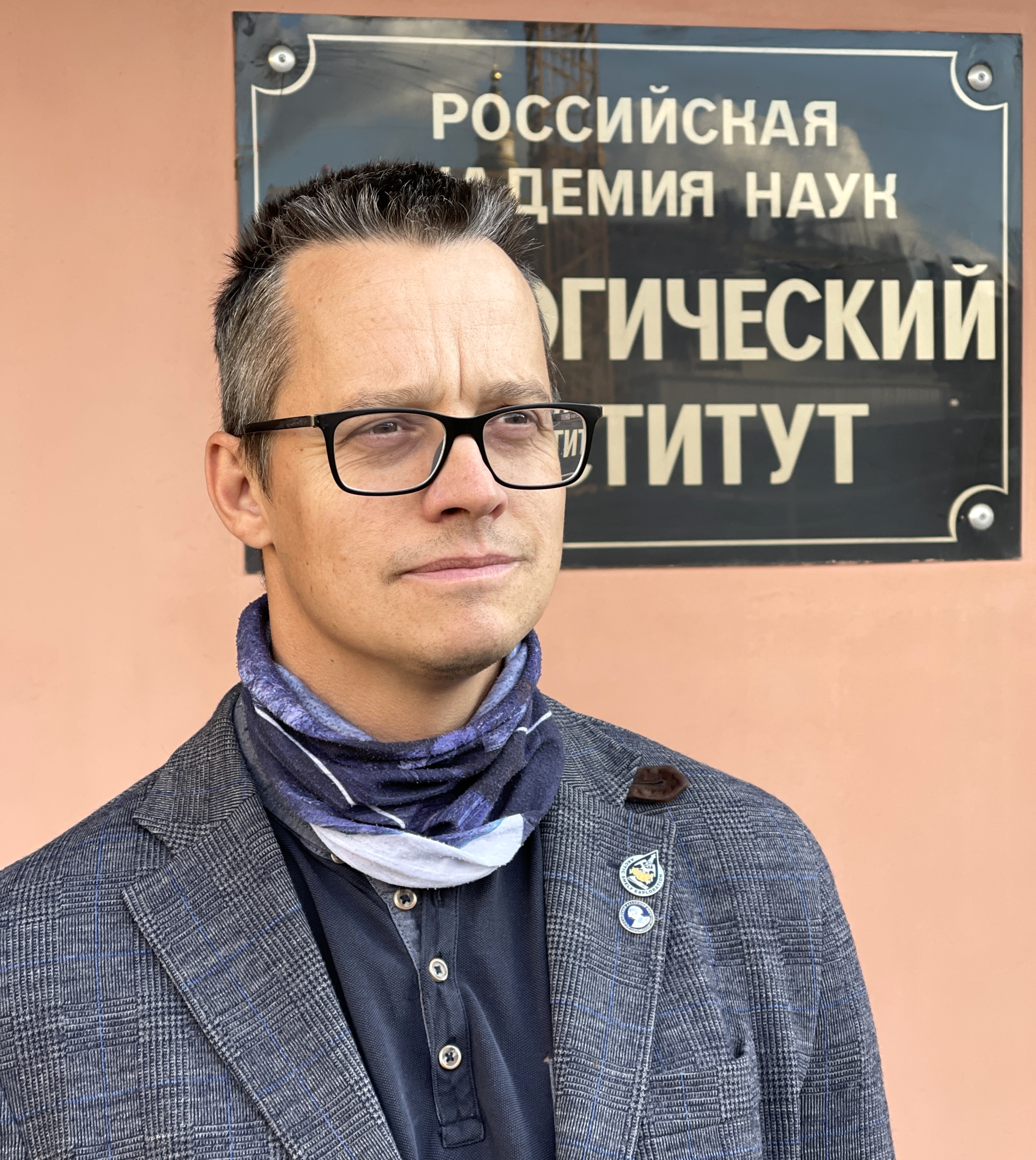
Значок «Профессор РАН», у М. А. Рогова

Каждому обладателю звания «Профессор РАН» вручаются диплом, нагрудный знак (значок), а также пропуск в здания академии. Диплом подписывается президентом РАН и главным учёным секретарём Президиума. Данные документы действительны бессрочно.
В условиях указанной выше неопределённости, принято, чтобы при заполнении анкет и официальных бумаг в графе «учёное звание» обладатель отмечал «профессор РАН», а при отсутствии такого варианта среди предлагаемых — «профессор». Если учёный ранее уже имел звание профессора, присвоенное органом государственной аттестации научно-педагогических работников (ВАК, МОН, Рособрнадзор), то при технической возможности уместно двойное указание: «профессор, профессор РАН».
Титул «Профессор РАН» не утрачивается по достижении его носителем 50-летнего возраста. 
На случай избрания профессора РАН членом-корреспондентом РАН, по 2025 г. действовало правило, согласно которому статус человека в академии повышался, но профессорское звание сохранялось. В мае 2025 года ввели новшество, заменяющее звание «профессор» на «членкор» для таких лиц (хотя «членкор», формально, учёным званием не является), однако и ранее, и сейчас их даже на академических сайтах указывают с двойным званием: «профессор РАН, член-корр. [или академик] РАН». Если же следовать букве нового положения, то численность профессоров РАН теперь не 713, а 494. В любом случае игнорировать наличие опыта в статусе профессора у избранного члена РАН нельзя, поскольку такой опыт даёт определённые права (в т. ч. право входить в рабочие органы профессорского сообщества).

## Деятельность профессоров
Сообщество профессоров РАН работает под эгидой Президиума академии и под непосредственным руководством своего Центра стратегического планирования. С октября 2017 года курировать деятельность сообщества поручено вице-президенту РАН, академику А. Р. Хохлову.
Из пользующихся известностью профессоров РАН был сформирован специальный Координационный совет (КС). В 2016—2018 гг. его председателем являлся доктор политических наук, член-корреспондент РАН Алексей Громыко, директор Института Европы РАН. С апреля 2018 года председателем КС был назначен (а в феврале 2025 года переназначен) А. А. Лутовинов, заместитель директора ИКИ РАН. Среди профессоров РАН создано около 10 виртуальных рабочих групп, ответственных, в частности, за такие направления, как стратегическое прогнозирование, интеграция научных исследований и образования в России, разработка национальных приоритетов в области исследований, отношения научного сообщества с общественностью. Одним из первых результатов деятельности корпуса профессоров РАН явилось внесение консолидированных предложений к «Закону о науке» в Государственную думу РФ.
Важным аспектом деятельности профессорского сообщества является просветительская работа: так, в апреле 2020 года профессорами РАН был запущен проект о коронавирусной инфекции. С 2018 года профессора задействованы в совместном проекте Академии и Минпросвещения «Базовые школы РАН», в рамках которого выступают с научно-популярными лекциями перед учащимися.
Профессора РАН, уже ставшие членами академии, А. И. Аветисян и С. В. Люлин назначены заместителями президента РАН. Профессора С. Н. Калмыков, Н. Ю. Лукоянов, А. Л. Максимов в 2022 г. были введены в состав Президиума академии.
Двое профессоров избирались депутатами Госдумы РФ: А. Е. Загребин (VII созыв) и А. Г. Мажуга (VIII созыв).
18 ноября 2016 года в Москве прошел симпозиум профессоров РАН, на который были приглашены представители Правительства РФ, Совета Федерации и Государственной думы. Были заслушаны доклады рабочих групп. Присутствовавшие руководители РАН и Минобрнауки выразили надежду на дальнейшее участие профессоров в реформировании академии, а также осуществлении научно-экспертных функций. Спустя год, на общем собрании профессоров РАН 30 ноября 2017 года, констатировалось, что около ста профессоров включены в различные экспертные советы министерств и ведомств, Госдумы, Совета Федерации. Многие вошли в корпус экспертов РАН. По части решения практических задач, профессорам удалось, например, подготовить модель исследовательской аспирантуры, предложения по повышению публикационной активности — эти материалы были переданы на рассмотрение в Минобрнауки. Президент РАН (в 2017-2022 гг.) А. М. Сергеев отметил, что «…по ряду направлений… профессора РАН ведут себя более активно, чем основные члены академии наук». Своё мнение, что корпус профессоров РАН «состоялся», Сергеев озвучивал и впоследствии, например, на заседании Президиума академии в мае 2018 года. 29-30 ноября 2019 года прошло очередное общее собрание профессоров РАН — на этот раз в формате конференции «Большие вызовы и развитие фундаментальной науки в России». В 2020 году из-за коронавирусной пандемии общее собрание пришлось провести в дистанционном варианте.
Следующее собрание состоялось 16 марта 2022 года; за три недели до него началось вторжение российских войск на Украину, из-за которого странами Запада были введены санкции против РФ и прервалась часть международных контактов РАН. В связи с этим внимание собрания в большой мере сфокусировалось на поиске возможностей научной дипломатии для смягчения ситуации.
Политические позиции профессоров РАН в отношении происходящего на Украине различны: от полной поддержки действий российской власти до их категорического неприятия и отъезда из страны.
Общее собрание 2023 года под тематическим названием «Вклад фундаментальной науки в устойчивость и развитие общества: перспективные направления исследований» прошло 29 марта с участием президента РАН (с сентября 2022 г.) Г. Я. Красникова.
Собрание 2024 года прошло 17 апреля. Красников выступил с речью «О роли Академии наук в решении задачи научно-технологического развития России», несколько профессоров сделали научные доклады. Также были актуализированы планы мероприятий рабочих групп сообщества на 2024–2025 гг.. В 2025 году, в котором отмечалось 80-летие победы советского народа в Великой Отечественной войне, на собрании 14 мая, кроме обсуждений рабочих вопросов сообщества, были заслушаны выступления о вкладе учёных АН СССР в победу. 
С момента возникновения корпус профессоров РАН принимает участие в различных научно-образовательных мероприятиях и проектах, направленных на популяризацию науки:

- Проект «Базовые школы РАН», реализуемый Президиумом РАН и Министерством просвещения РФ;

- Фестиваль «НАУКА 0+»;

- Ежегодные (осенние) циклы лекций профессоров РАН в регионах Российской Федерации в 2019—2022 гг.;

- Ежегодная (начиная с 2017 г.) Троицкая школа повышения квалификации преподавателей физики «Актуальные проблемы физики и астрономии: интеграция науки и образования».

Работа в сообществе профессоров осуществляется на добровольной основе и безвозмездно (хотя в дискуссиях до учреждения звания говорилось и об оплате). Профессора РАН, формально, не должны выполнять какие-либо обязанности, не связанные с их первоначальной занятостью. Однако новый статус рассматривается большинством профессоров как возможность высказать свою научно-гражданскую позицию, принять участие в дебатах по ключевым проблемам российской науки, участвовать в формировании будущего академии, внести вклад в принятие решений на федеральном уровне, а также взаимодействовать со СМИ, освещающими исследования, технологии и глобальное развитие.

## Критика
Имели место единичные случаи отказа от баллотирования на звание «Профессор РАН» — в том числе, из-за предположения, что профессор зависим от выдвинувших его членов РАН и не может стать самостоятельной фигурой, влияющей на решения (в противоположность ранее существовавшей практике введения в состав РАН представителей институтов). Под сомнение ставилась также этическая приемлемость установленного ограничения по возрасту: в этом усматривалась дискриминация более старших ученых. Последнюю, вполне резонно обозначенную, проблему смягчает отсутствие доплат собственно за звание.

## Аналогичные звания

### Профессора ДВО РАН
В конце 2023 года был учреждён, а в мае 2024 года впервые присвоен (двадцати учёным) титул профессора Дальневосточного отделения Российской академии наук (ДВО РАН). Процедура присвоения звания профессора ДВО РАН похожа на присвоение звания профессора РАН — с тем отличием, что кандидат должен представлять институт, расположенный в регионе Дальнего Востока, а выборы осуществляются в региональном отделении РАН. Обладатели звания профессора ДВО РАН профессорами РАН не считаются.

### Профессора иных академий
Аналог звания «Профессор РАН» введён в Российской академии образования (РАО). Весной 2016 года её президент (2013—2018) Л. А. Вербицкая издала приказ об учреждении почётного звания «Профессор РАО», присвоение которого в настоящий момент регулируется Положением 2017 года, в ряде деталей копирующим Положение о «Профессоре РАН». По своей весомости звание РАО равносильно званию РАН. В июле 2016 года появилось научное звание «Профессор АН РБ», учреждённое Академией наук Республики Башкортостан (АН РБ) с похожими критериями. В других государственных академиях наук России подобного звания нет.
Звания профессора присуждаются некоторыми негосударственными академиями, в частности РАЕ (см. правила) и РАЕН (см. документ); отношение к этим званиям определяется отношением к соответствующим академиям.